# منهل العاني
منهل العاني (1963-2020)، قارئ عراقي للقرآن، والمجود بالمقامات العراقية وخبير النغمات الصوتية، ويعتبر أحد أعلام تلاوة القرآن على الطريقة البغدادية في العراق.

## ولادته ونشاته
ولد منهل مصطفى كامل عبد المجيد محمود الخضر آل غازي العاني في حي الأعظمية في بغداد في 24 رجب 1383هـ/ 10 كانون الأول 1963م، وقرأ وحفظ القرآن في مساجد بغداد، وتعلم أصول التلاوة والتجويد على يد مشايخ وقراء العراق.
توفي والده عندما كان عمره 10 سنوات وربته أمه، ودرس وتفوق في الدراسة وكان من الأوائل ودخل ثانوية كلية بغداد وتخرج منها عام 1982 بدرجة 93%، ودخل كلية الهندسة الالكترونية، وتخرج مهندس من جامعة بغداد كلية الهندسة قسم الهندسة الكهربائية والالكترونية عام 1986، ومارس اختصاصهُ في الهندسة، ولكن ذلك لم يمنعهُ من تطوير نفسهِ في تعلم علوم الفقه وعلوم الحديث، واشباع رغباتهِ في إجادة التلاوة القرآنية، ولقد قرأ القرآن في العديد من مساجد بغداد ومنها جامع الإمام الأعظم وجامع العسافي وكان لهُ صوت جميل شجي، وتعلم على يد عدة شيوخ ومنهم الشيخ الحافظ علي خضر الزند، وبدأ بحفظ القرآن عام 1984، وأكمل حفظهِ عام 1986، وحصل على الإجازة في التلاوة بقراءة حفص عن عاصم من الشيخ صفاء الأعظمي قبل أيام من سفرهِ للامارات، وكان يجيد القراءة بالمدرسة المصرية والعراقية التي بدأ بالاهتمام بها منذ عام 1997 تقريبا في الإمارات حيث وجد القراء هناك يسألون عن المقامات العراقية، وعندما عاد إلى العراق بدأ بالبحث والدراسة للأنغام العراقية بالتفصيل، أكاديميا وموسيقيا وقرآنيا على يد قارئ المقام محمود السماك والفنان عدنان أبو زهراء والحافظ عبد الستار الطيار والقارئ ملا سامي والقارئ مهدي البهرزي، وقد أخذ أيضا من القارئ عبد المعز شاكر منذ عام 1994، عندما عاد القارئ عبد المعز شاكر من ماليزيا حائزاً على المركز الرابع عالمياً. وسجلت لهُ عدة تسجيلات في القنوات الفضائية، ولهُ تسجيلات منوعة على شبكة الانترنت بالقراءة العراقية، ولهُ دروس في تدريس احكامها ونغماتها بطريقة المقام العراقي تعرض في القنوات الفضائية المختلفة، ومنها قناة بغداد الفضائية، وكان عضواً في جمعية القراء والمجودين العراقيين. وشارك في عدة مؤتمرات للنغمات والتلاوات بالمقام العراقي كما شارك في عدة مسابقات لحفاظ القرآن.
بعد عام 2003م، شغل منصب إمام في مسجد النعمان في الأعظمية وتنقل بعد ذلك في عدة مساجد من مساجد بغداد، وعين أستاذ مدرس في مدارس بغداد القرآنية ومنها مدرسة الإمام الرضا للتلاوات القرآنية.

## وفاته
توفى في دارهِ الواقعة في الأعظمية في بغداد أثر إصابتهُ بنوبة قلبية في الساعة 11 من صباح يوم الثلاثاء 25 أغسطس/ آب 2020م، الموافق 6 محرم 1442 هـ، وشيع جثمانه في موكب مهيب حضرهُ وجهاء بغداد ودفن في مقبرة الخيزران حسب وصيتهِ في الأعظمية.